# Treinongeval bij Forest Hills
Het treinongeval bij Forest Hills was een spoorwegongeval op 14 maart 1887 op de spoorlijn Dedham - Boston van de Boston and Providence Railroad. Een forenzentrein bestaande uit een locomotief van 40 ton en acht of negen wagons reed over een spoorwegbrug toen deze instortte. De vierde en de volgende wagons stortten meer dan zeven meter naar beneden. De vierde wagon werd volledig vernield toen de volgende wagons erop vielen. De laatste wagon kwam op zijn dak terecht. De locomotief en de eerste drie wagons bereikten de overkant maar werden achteraan beschadigd door de mechanische kracht. In de treinramp stierven 38 mensen en raakten er 40 passagiers ernstig gewond. De wagons werden verwarmd met kachels maar gelukkig brak er geen brand uit.
De spoorwegbrug nabij het station Forest Hills (Boston) bestond aanvankelijk uit een houten constructie maar werd in 1876 en 1877 vervangen door een metalen brug. Deze brug was nog niet volledig afgewerkt want nog maar een van de twee van de voorziene sporen was opengesteld.